# Parupeneus ciliatus
Parupeneus ciliatus (Lacépède, 1802) è un pesce appartenente alla famiglia Mullidae proveniente dall'Indo-Pacifico.

## Distribuzione
Proviene dalle barriere coralline di Tuamotu, Australia, Isole Marchesi, Sporadi Equatoriali, Giappone, Seychelles, Mozambico, Madagascar e Mar Rosso. Nuota tra i 2 e i 91 m di profondità in zone a volte ricche di vegetazione acquatica, con fondali sabbiosi, anche se raramente oltrepassa i 40.

## Descrizione
Presenta un corpo compresso sull'addome, che può arrivare a una lunghezza massima di 38 cm e 2,3 kg. Il corpo è prevalentemente rossastro o brunastro, anche se sul dorso sono spesso presenti zone verdi. Il ventre è bianco, e attorno all'occhio passano tre linee bianche orizzontali. I barbigli sono lunghi e bianchi, la pinna caudale è biforcuta.

## Biologia

### Comportamento
È una specie prevalentemente notturna.

### Alimentazione
Si nutre prevalentemente di piccoli invertebrati, soprattutto crostacei come anfipodi, granchi, copepodi, Mysida e altri gamberi.